# Super Turrican
Super Turrican är ett spel i Turrican-serien, utgivet i två olika versioner till NES respektive SNES.

### Fotnoter
1. ↑  ”Super Turrican”. NES DB. 27 februari 1992. Arkiverad från originalet den 11 mars 2015. https://web.archive.org/web/20150311182653/http://www.nesdb.se/game_more.php?id=1414&rid=1. Läst 30 april 2014.